# AirBaltic

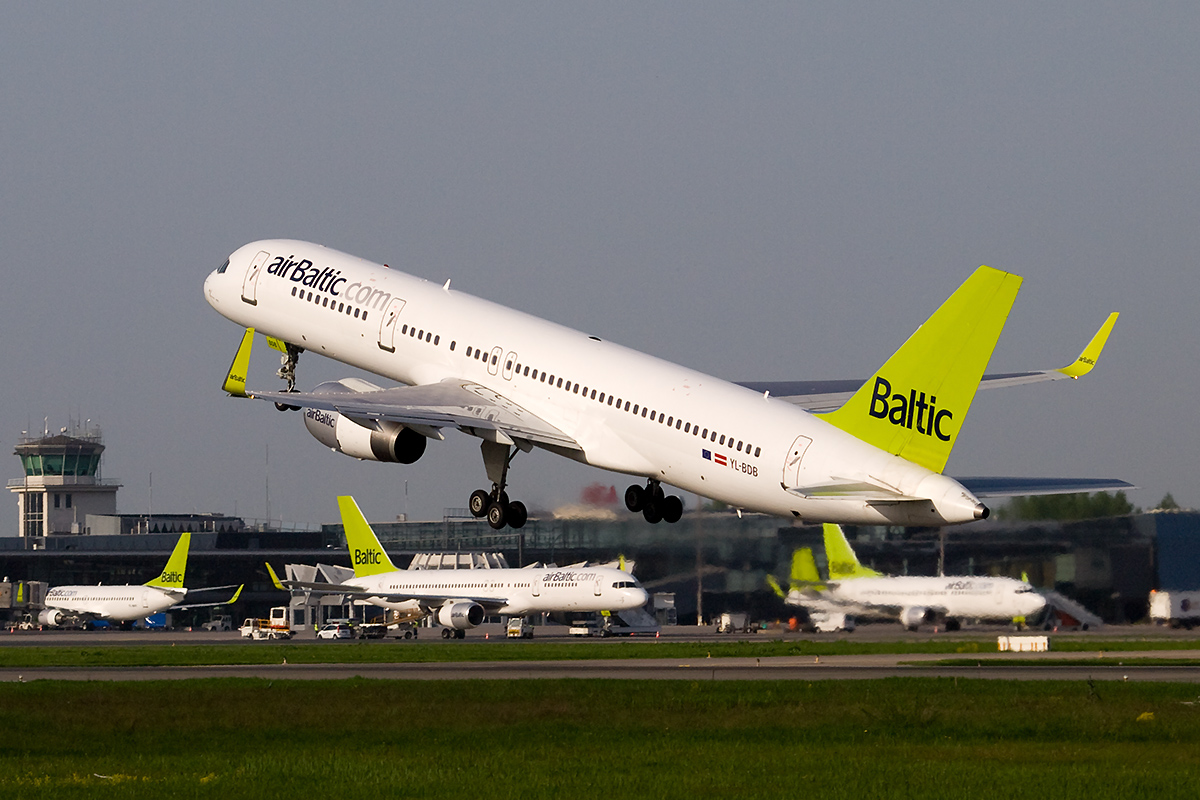
Induló airBaltic Boeing 757-200WL a légitársaság bázisául szolgaló Riga Nemzetközi Repülőtéren (2010. május)

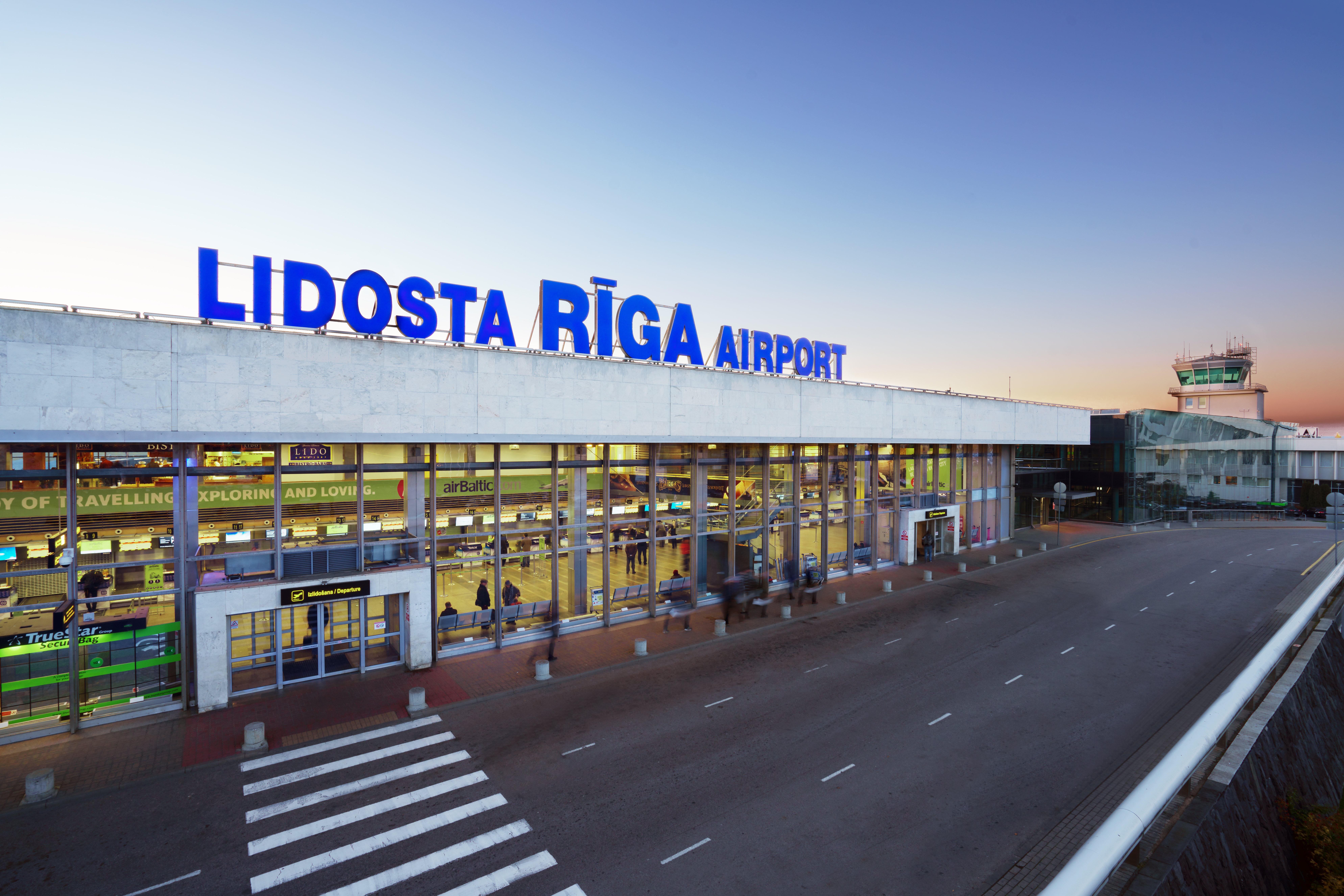
A légitársaság bázisrepülőtere, a Rigai Nemzetközi Repülőtér

Az airBaltic (IATA: BT, ICAO: BTI, Hívójel: AIR BALTIC) Lettország nemzeti légitársasága, székhelye a Riga közelében, Mārupe községben található Rigai nemzetközi repülőtér. Bázisrepülőterekkel rendelkezik továbbá Tallinnban, Vilniusban és Tamperében, valamint egy szezonális bázissal Las Palmasban. A lett kormány többségi tulajdonában van (87,97%). Kizárólag Airbus A220-as típusú repülőgépekkel üzemeltet járatokat.

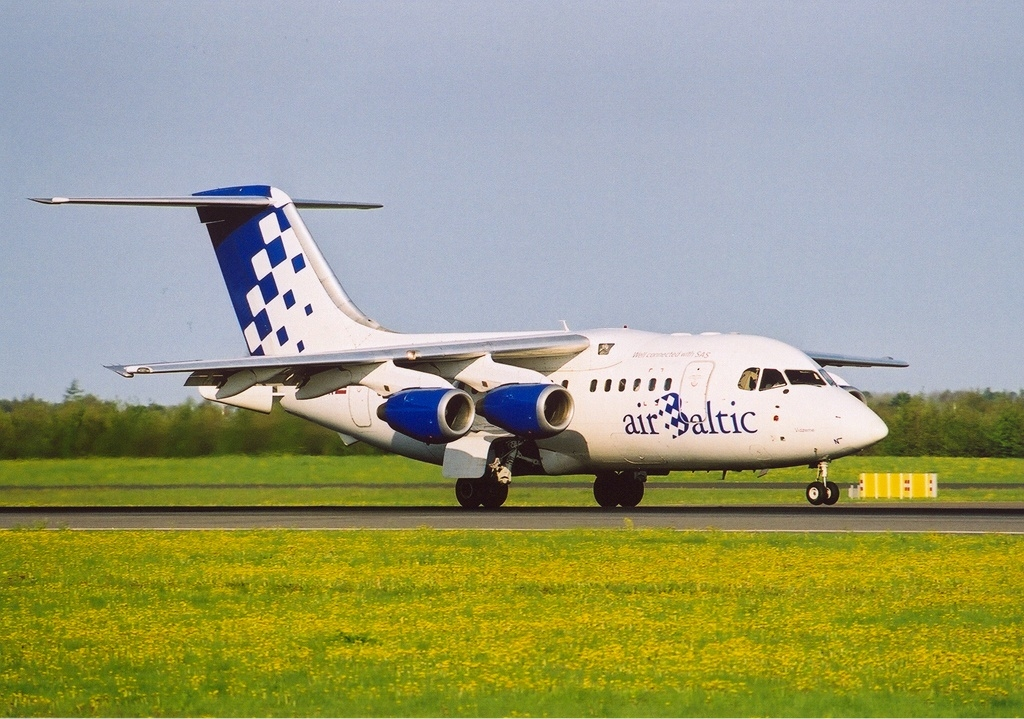
Egy korábbi airBaltic Avro RJ70, melyet 2005-ben vontak ki a forgalomból

## Története
A társaság a koronavírus járvány ideje alatt ideiglenesen felfüggesztette tevékenységét.

## Célállomások
Az airBaltic egész évben és szezonálisan is üzemeltet közvetlen járatokat Rigából, Tallinnból és Vilniusból, elsősorban európai nagyvárosokba és turisztikai célpontokra.

### Helymegosztási megállapodások
Az airBaltic a következő légitársaságokkal kötött helymegosztási megállapodásokat:
- Aegean Airlines
- Air France
- Air Malta[4][5]
- Air Serbia[6]
- Austrian Airlines
- Azerbaijan Airlines
- Belavia
- British Airways
- Brussels Airlines
- Cyprus Airways
- České aerolinie
- Emirates
- Etihad Airways[7]
- Georgian Airways
- Iberia
- Icelandair
- ITA Airways
- KLM
- LOT
- Lufthansa
- Scandinavian Airlines[8]
- TAP Portugal[9]
- TAROM[10]
- Ukraine International Airlines
- Uzbekistan Airways

## Flotta

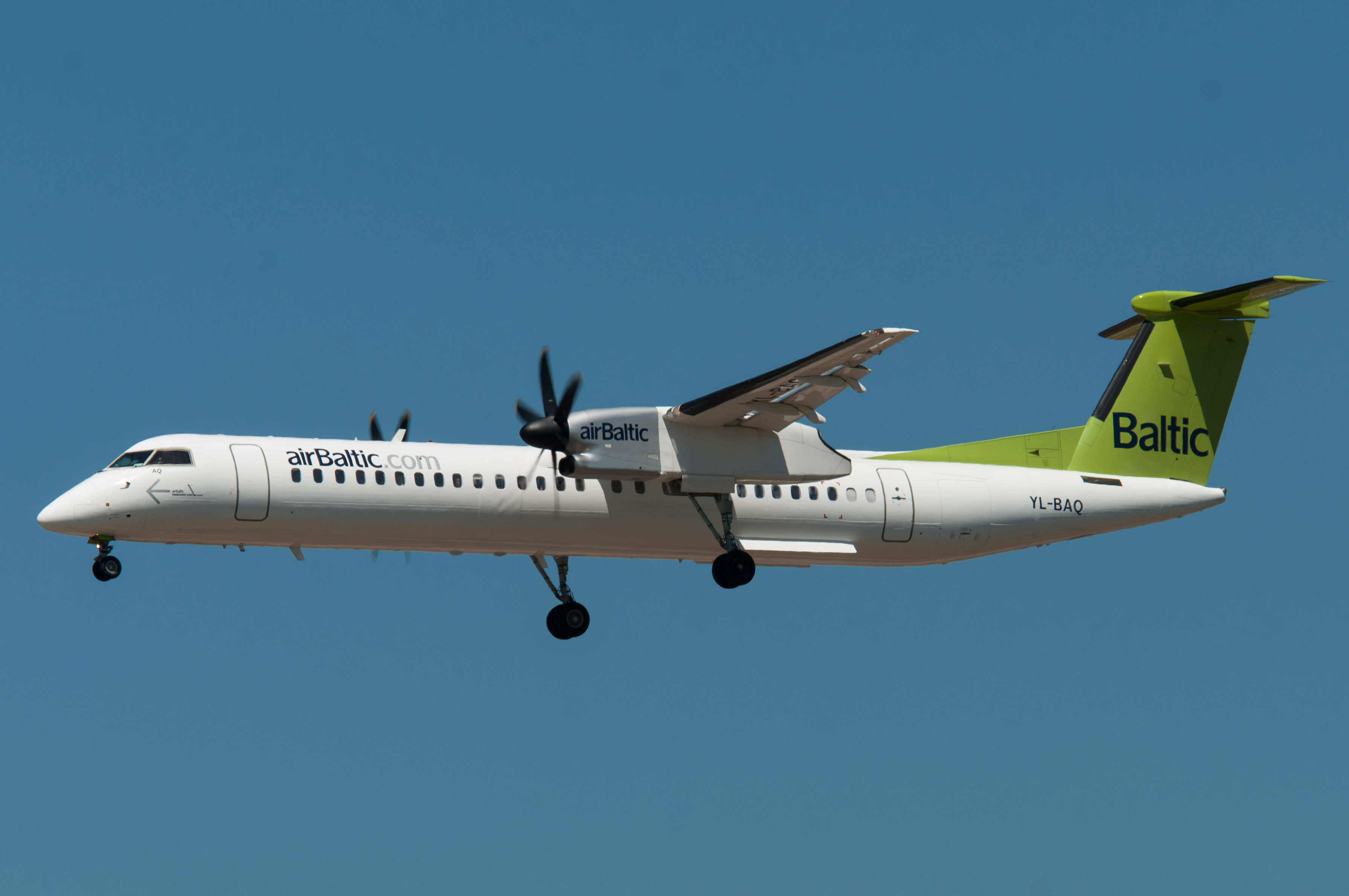
airBaltic Bombardier Dash 8 Q400 NextGen

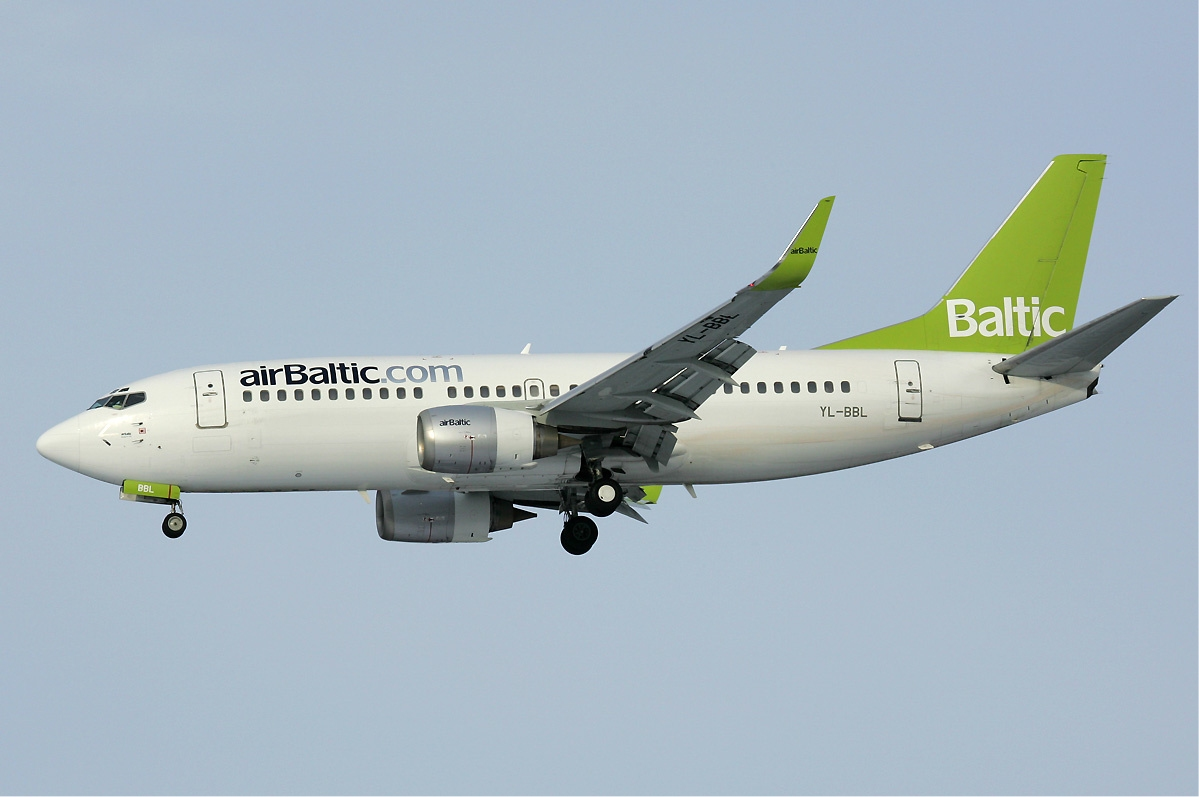
airBaltic Boeing 737-300

Az airBaltic a koronavírus-járvány következtében kivonta az összes nem Airbus A220 típusú repülőgépét.

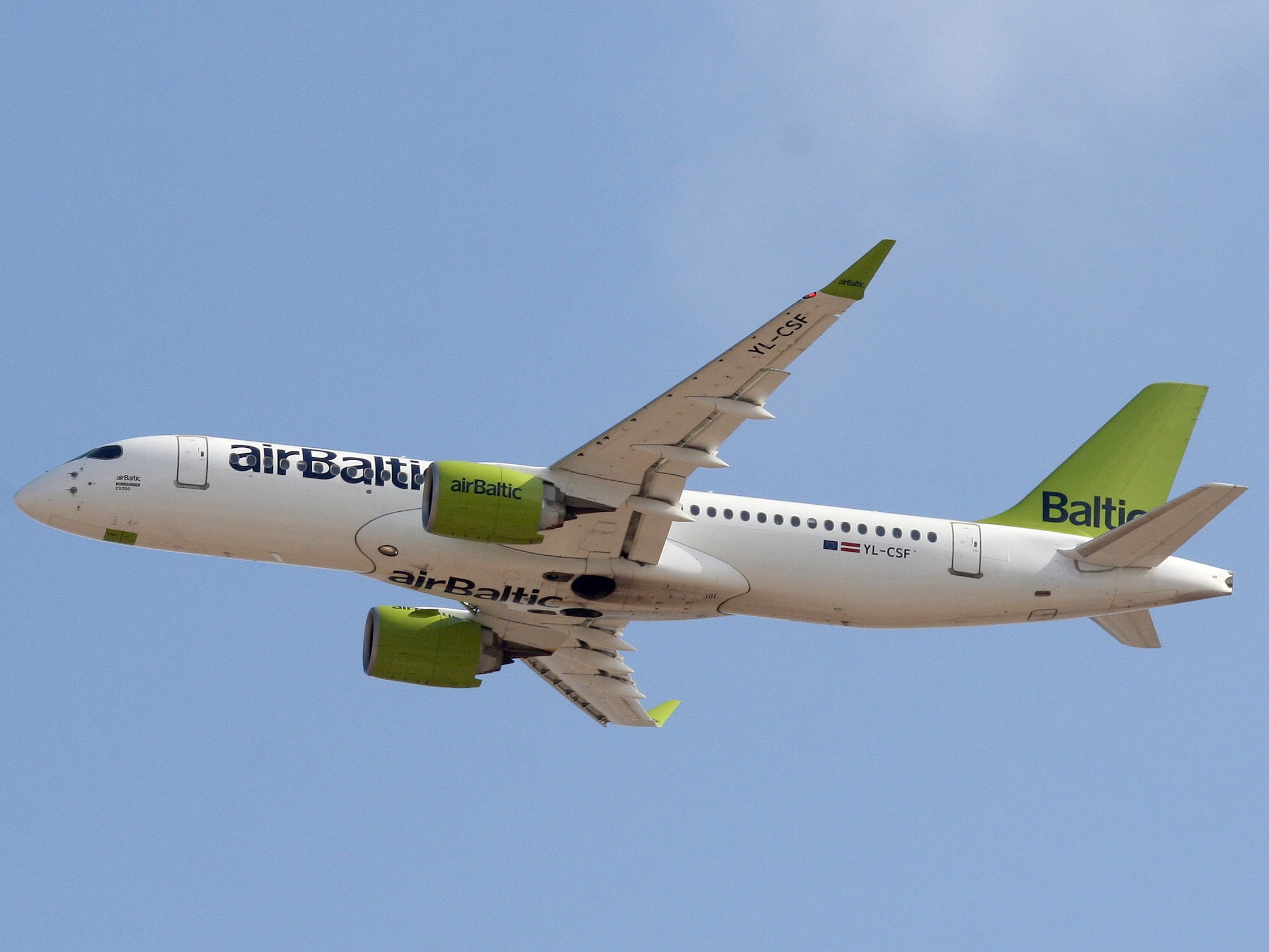
airBaltic Airbus A220-300

## Fordítás
Ez a szócikk részben vagy egészben  az   airBaltic című angol Wikipédia-szócikk ezen változatának fordításán alapul.  Az eredeti cikk szerkesztőit annak laptörténete sorolja fel. Ez a jelzés csupán a megfogalmazás eredetét és a szerzői jogokat jelzi, nem szolgál a cikkben szereplő információk forrásmegjelöléseként.